# Composé à chaîne ouverte

Transition de la forme linéaire en projection de Fischer à la forme cyclique en projection de Haworth du glucose.

En chimie, un composé à chaîne ouverte est un composé chimique qui n'est pas cyclique. On dit par conséquent d'un tel composé qu'il est acyclique. Les composés à chaîne ouverte peuvent être à chaîne linéaire s'ils ne possèdent pas de chaîne latérale, ou à chaîne ramifiée dans le cas contraire ; ces différentes géométries moléculaires peuvent être mises à profit pour séparer des composés chimiques aux géométries variées.
|                  |                                        |                 |
| Composé cyclique | Composé linéaire                       | Composé ramifié |
| Composé cyclique | Composé à chaîne ouverte, ou acyclique |                 |

Les oses présentent la particularité d'exister aussi bien sous forme cyclique qu'acyclique, certains pouvant présenter plusieurs formes cycliques. C'est par exemple le cas du glucose, qui possède cinq tautomères différents dont les abondances relatives en solution aqueuse à 20 °C sont :
| Tautomères du D-glucose | Tautomères du D-glucose    | Tautomères du D-glucose    |
| Forme linéaire          | Formes cycliques (Haworth) | Formes cycliques (Haworth) |
| ----------------------- | -------------------------- | -------------------------- |
| ~ 0,5 %                 | α-D-glucofuranose < 0,5 %  | β-D-glucofuranose < 0,5 %  |
| ~ 0,5 %                 | α-D-glucopyranose ~ 35 %   | β-D-glucopyranose ~ 65 %   |